# Afrolimnophila minima
Afrolimnophila minima là một loài ruồi trong họ Limoniidae. Chúng phân bố ở miền Cổ bắc.